# Kaweise Loop
De Kaweise Loop of Kaweische Loop is een gekanaliseerde zijbeek van de Bakelse Aa. Ze is genoemd naar de buurtschap Kaweide dat ten zuiden van Milheeze in Noord-Brabant ligt.

## Geschiedenis
Historisch gezien ontspringt de beek bij de zogenoemde Eessens put, gelegen op de Peelrandbreuk niet ver van Milheeze. In de middeleeuwen heeft aan de Kaweise loop iets ten zuiden van de buurtschap Molenhof, aan de oostzijde van de weg, een watermolen gelegen die alleen in de winter kon worden gebruikt. Later werd de beek nog verlengd om ontginningswater uit de Peel te kunnen afvoeren.

## Loop
De beek begint thans met de ontwatering van Vliegbasis De Peel, westelijk van het Defensiekanaal in Limburg. Vandaar loopt ze in westelijke richting, langs natuurgebied de Bult (een veenrestant) en door ontgonnen gebieden die voornamelijk voor grootschalige landbouw zijn ingericht. Zuidelijk van Milheeze in een gebied met oude hoge akkers voegt zich de Biesheuvelse Loop bij de beek, en ten zuiden van Bakel komt de Vlier, een uit Deurne komende beek, uit in de Kaweise Loop. Enkele honderden meters verder vloeit de beek ten slotte samen met de Oude Aa, om als Bakelse Aa in de richting van de Aa te stromen. De Kaweise Loop vormt de grens tussen de gemeenten Gemert-Bakel en Deurne.

## Herinrichting
Waterschap Aa en Maas heeft in 2010 een begin maken met de uitvoering van een herinrichtingsplan, waarbij onder andere een aantal oude meanders zal worden hersteld en de inrichting het landschap en van het watersysteem zullen worden verbeterd.